# Házicincér
A házicincér (Hylotrupes bajulus) a cincérfélék családjába tartozó, kozmopolita elterjedésű, fenyők faanyagát károsító bogárfaj. Nemének egyetlen faja. 

## Megjelenése
A házicincér testhossza igen változó, 7−21 mm közötti. Színe fekete, sötétszürke vagy barna. A szárnyfedők kb. harmadánál két ferde kis szőrfolt található. Felső oldalát hosszú, halvány szőrök borítják, amelyek az előháton a legsűrűbbek és a testvég felé egyre ritkulnak. Feje erőteljes, nagyon finoman és sűrűn pontozott. Csápjai cincérhez képest rövidek, a hímé a szárnyfedők közepéig, a nőstényé a vállakig ér. A harmadik csápíz megnyúlt; hosszabb mint a negyedik és az ötödik együttesen. Rágói hegyesek, belső élük hullámos. Szemei keskenyek és megnyúltak, körbeölelik a csáptő hátsó ívét. Az előhát oldalai kerekek, elülső pereme befelé ívelő, a hátsó egyenes. Felszíne erősen szőrös, kivéve kétoldalt két csupasz foltot; néha a középvonal is szőrtelen. A szárnyfedők vállai jól kifejezettek, oldalvonalai nagyjából párhuzamosan futnak, a végük külön kerekedik csúcsba. A nőstényé kissé szélesebb. Felszíne durva, egyenetlen, véletlenszerűen pontozott. Mindkét szárnyfedőn egy nem mindig kifejezett hosszanti gerinc húzódik. Lábai erőteljesek, mindhárom lábpár combja (femur) duzzadt, lábszára viszonylag hosszú és karcsú, végének belső oldalán kis tüske található. A lábfej (tarsus) ízei közül az első megnyúlt, a harmadik mélyen kétlebenyes és eltakarja a negyediket; az ötödik szintén megnyúlt. 

## Elterjedése
Eredetileg Európában volt őshonos, de a faanyaggal világszerte széthurcolták, ma már Ázsiában, Észak-és Dél-Amerikában, Dél-Afrikában és Ausztráliában is megtalálható. Magyarországon általánosan elterjedt.

## Életmódja
Lárvája eredetileg elhalt fenyők (luc, jegenyefenyő, erdeifenyő egyaránt) kéreg nélküli törzsében élt, de jól érzi magát az épületfákban is és azok tartószilárdságát jelentősen meggyengíti. Ezzel komoly károkat képes okozni és a szú mellett a házicincér az oka annak, hogy ma már az épületfákat rendszeresen kezelik rovarirtóval. 
Imágói nyár elején jelennek meg és szeptemberig láthatók, sokszor épületek belsejében. A nőstény a száraz fa réseibe rakja petéit. A lárva eleinte a külső szíjáccsal táplálkozik, majd ahogy nő, egyre beljebb rágja törmelékkel, ürülékkel teli járatait. Súlyos fertőzés esetén a fából csak egy külső kéregrész marad. A hőmérséklettől és a fa szárazságától függően a lárva fejlődése 2−10 évig tart, majd általában tavasszal a felszín alatt bebábozódik. Teljes életciklusa a körülményektől függően 2−17 évet tehet ki.

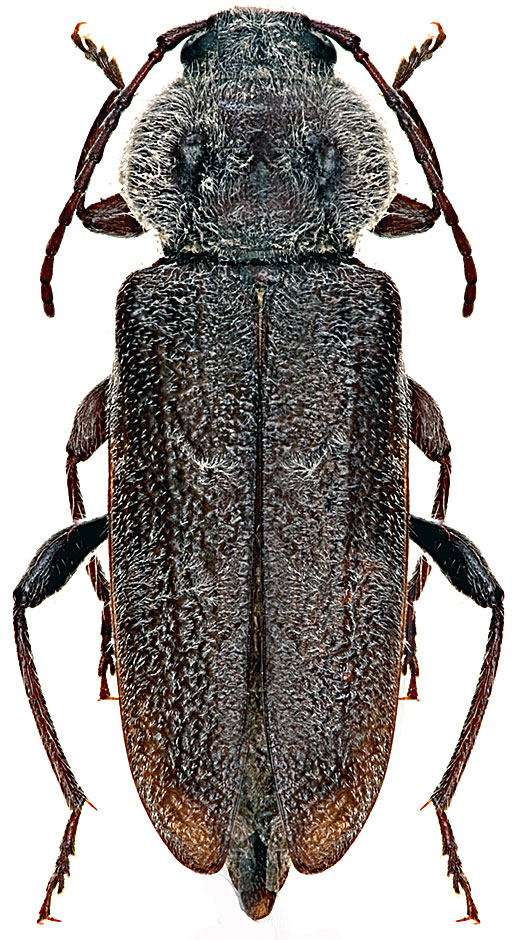
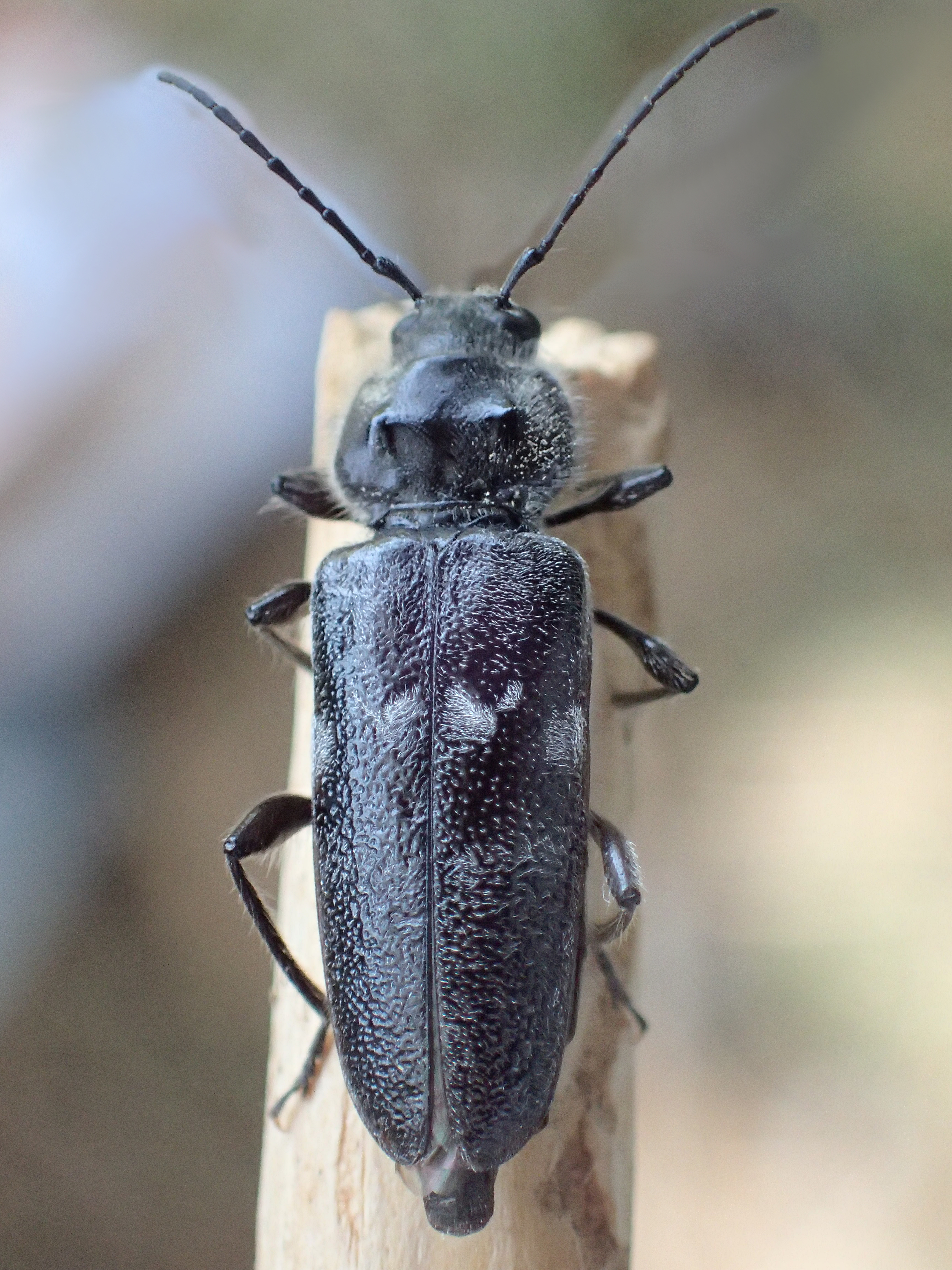
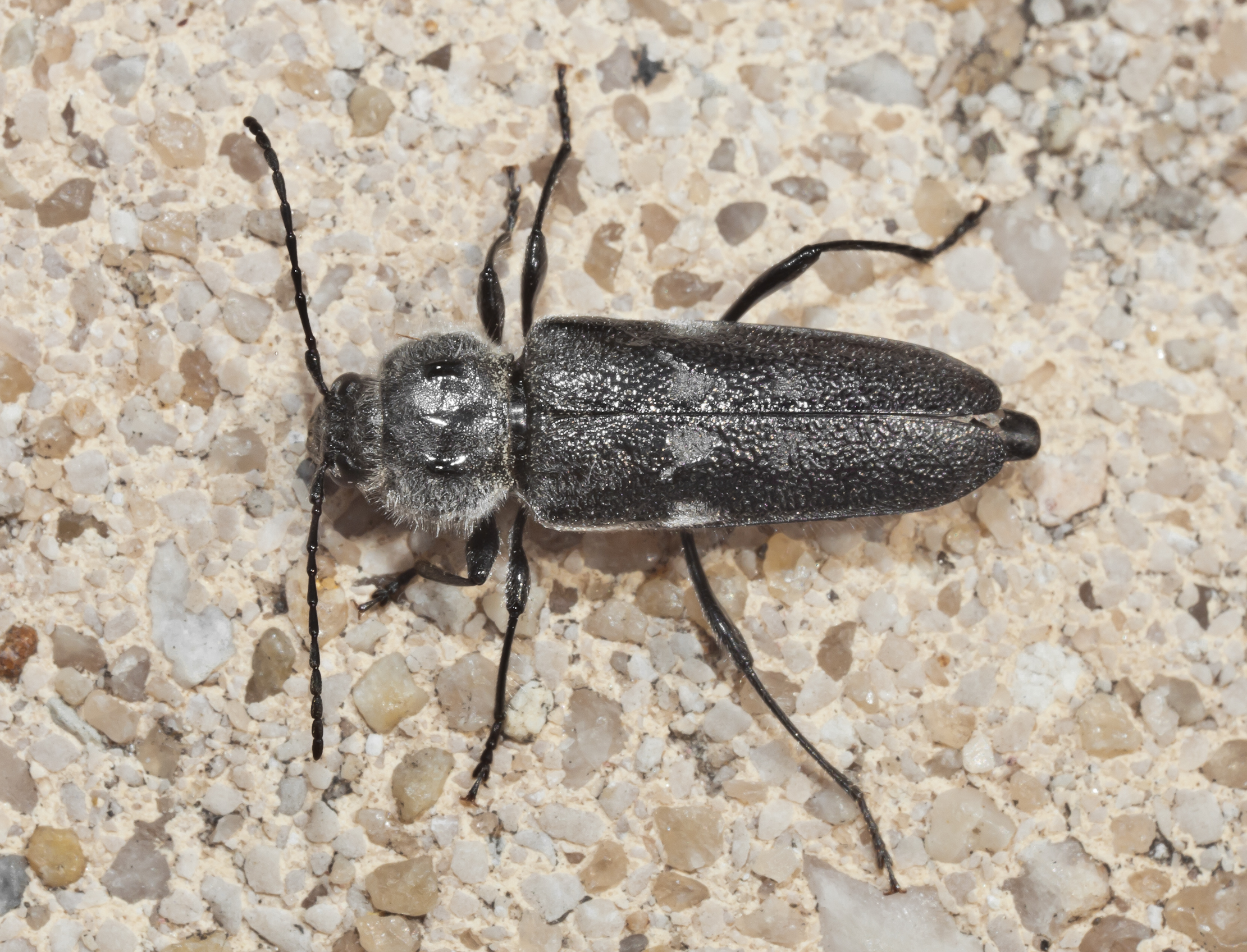
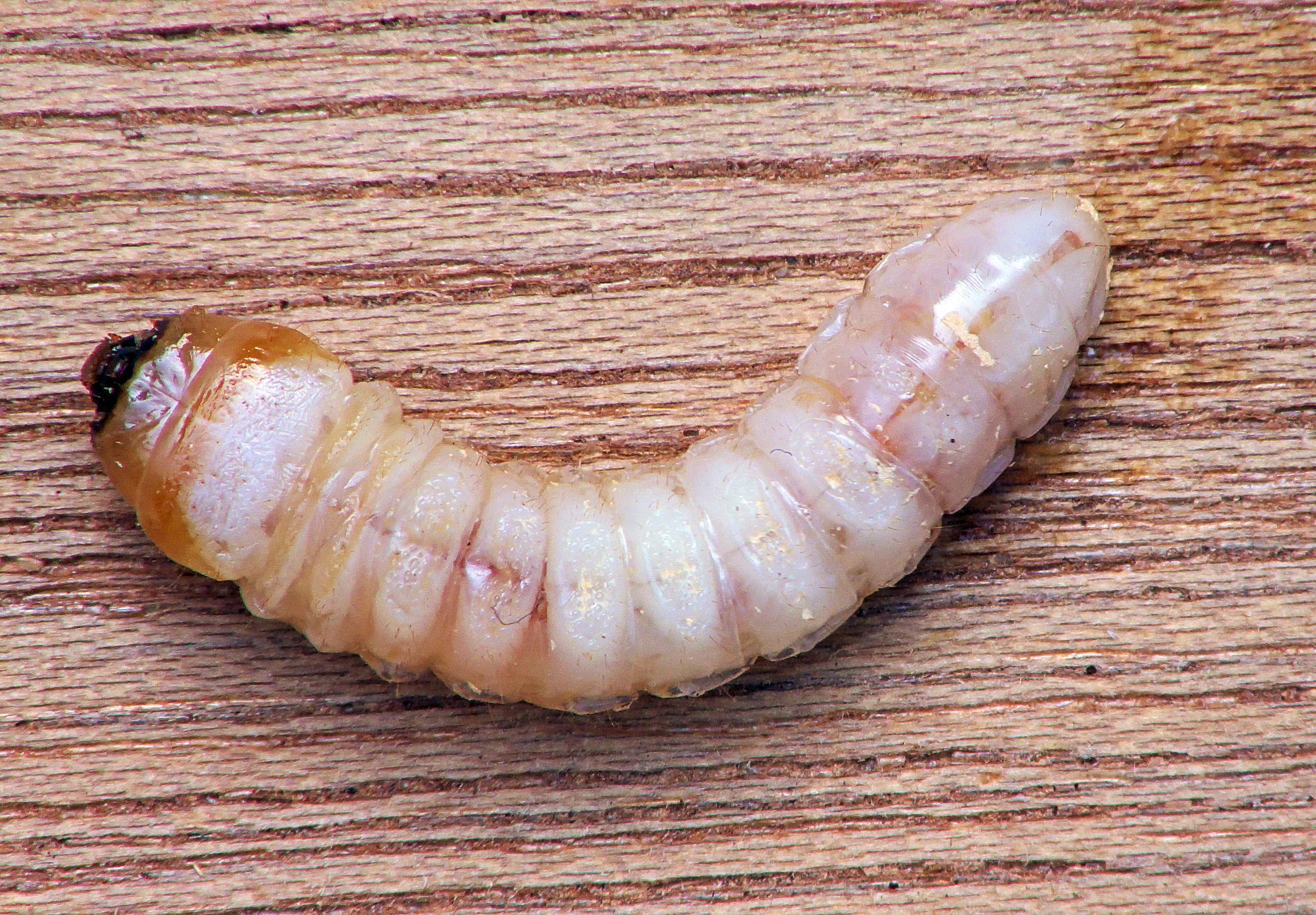
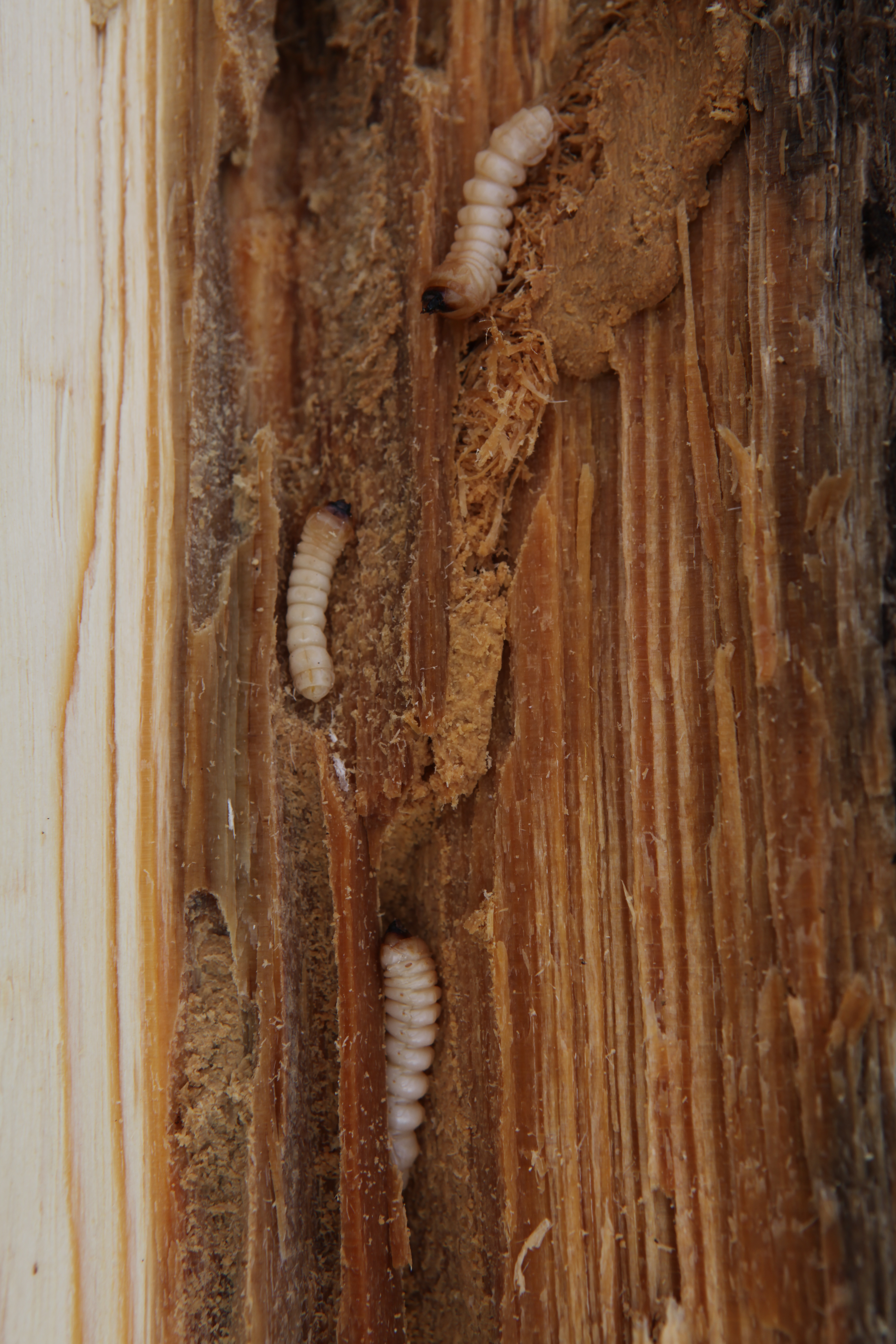

Magyarországon nem védett. 